# سحر (ألبوم)
السحر magai هو أول ألبوم للفنانة شاكيرا، وقعت العقد مع شركة تسجلات كولومبيا و كان عمرها 13 سنة.